# Leslie-Lohman Museum of Art
O Leslie-Lohman Museum of Art (LLMA), antigo Leslie-Lohman Museum of Gay and Lesbian Art, é um museu de artes visuais no SoHo, Lower Manhattan, Nova Iorque. Ele coleta, preserva e exibe principalmente artes visuais criadas por artistas LGBTQ ou arte sobre temas, questões e pessoas LGBTQ+. O museu, operado pela Leslie-Lohman Gay Art Foundation, oferece exposições durante todo o ano em vários locais e possui mais de 22.000 objetos, incluindo pinturas, desenhos, fotografias, gravuras e esculturas. Foi reconhecidoPredefinição:Por quem? como um dos grupos artísticos mais antigos engajados na coleta e preservação de arte gay. A fundação recebeu o status de museu pelo New York State Board of Regents em 2011 e foi formalmente credenciada como museu em 2016.[carece de fontes?] O museu é membro da American Alliance of Museums e opera de acordo com suas diretrizes. Em 2019, o LLMA era o único museu do mundo dedicado a obras de arte que documentam a experiência LGBTQ.
O museu mantém uma Permanent Collection à qual foram agregados mais de 1.300 objetos. A Coleção Permanente contém obras de vários artistas gays conhecidos, como Berenice Abbott, Abel Azcona, David Hockney, Ingo Swann, Catherine Opie, Andy Warhol, Tom of Finland, Delmas Howe, Jean Cocteau, David Wojnarowicz, Robert Mapplethorpe, George Platt Lynes, Horst, Duncan Grant, James Bidgood, Duane Michals, Charles Demuth, Don Bachardy, Attila Richard Lukacs, Jim French, Del LaGrace Volcano, Paul Thek, Peter Hujar, Arthur Tress e muitos outros.

## Missão
O Leslie-Lohman Museum of Art oferece uma plataforma para a exploração artística através de perspectivas queer multifacetadas. Abraçamos o poder das artes para inspirar, explorar e promover a compreensão da rica diversidade das experiências LGBTQ+.

## Background
A Leslie-Lohman Gay Art Foundation foi fundada por J. Frederic "Fritz" Lohman e Charles W. Leslie. Os dois homens colecionavam arte há vários anos e montaram sua primeira exposição de arte gay em seu loft na Prince Street, na cidade de Nova York, em 1969. Eles abriram uma galeria de arte comercial logo depois, mas este local fechou no início da década de 1980, com o advento da pandemia da AIDS.
Em 1987, os dois homens candidataram-se ao estatuto de organização sem fins lucrativos como precursor do estabelecimento de uma fundação para preservar a sua colecção de arte gay e continuar os esforços de exposição. A Receita Federal se opôs à palavra “gay” no título da fundação e suspendeu o pedido da organização sem fins lucrativos por vários anos. A fundação recebeu o status de organização sem fins lucrativos em 1990.
O primeiro local da Leslie-Lohman Gay Art Foundation foi em um porão na 127B Prince Street, na cidade de Nova York. Em 2006, a fundação mudou-se para uma galeria no térreo em 26 Wooster Street, no histórico SoHo; o espaço da galeria aumentará de tamanho em 2016–2017.

## Programas
O museu oferece vários programas principais, incluindo a manutenção de suas coleções permanentes e de estudo, 6 a 8 exposições anuais em 26 Wooster Street, 4 a 6 exposições anuais na Wooster Street Windows Gallery e várias exposições de fim de semana e oficinas de desenho em Prince Street. Espaço do projeto na 127b Prince Street no SoHo. As exposições do museu são organizadas por Curadores Convidados que apresentam propostas que são analisadas pelo diretor do museu e pela Exhibition Committee.
Além disso, o museu oferece uma programação completa durante todo o ano de programação educacional, incluindo palestras, palestras (Slava Mogutin, Duane Michals, Catherine Opie, Jonathan David Katz, etc.), filmes e sessões de autógrafos de livros. O LLGAF também publica The Archive disponibilizado aos seus membros, que inclui informações sobre a coleção Leslie-Lohman, novas aquisições, eventos e artigos sobre artistas e exposições. O museu possui uma biblioteca com mais de 2.500 volumes sobre arte gay e mantém arquivos de mais de 2.000 artistas individuais. O museu começou a viajar com suas exposições quando a exposição de Sascha Schneider de 2013 viajou para o Museu Schwules, em Berlim. O Classical Nude: The Making of Queer History do museu estava em pré-visualização na galeria ONE National Gay & Lesbian Archives em West Hollywood no verão de 2014.
O museu disponibiliza objetos de seu acervo para empréstimo a organizações qualificadas e nos últimos anos tem emprestado obras de outras instituições, incluindo a Biblioteca do Congresso, Smithsonian Institution, Biblioteca Pública de Nova Iorque, Museu Andy Warhol e outras organizações.

## Governança e finanças
O Leslie-Lohman Museum é governado por um Conselho de Administração independente. A fundação emprega funcionários em tempo integral e conta com a assistência de voluntários para implementar seus programas. O museu também administra um Programa de Bolsas. É financiado por dotações, contribuições de doadores privados e fundações, bem como por um programa de adesão. A fundação amplia seu acervo principalmente por meio de doações de artistas e colecionadores.

## Exposições
- Becoming Men: Portrait Paintings by Gilbert Lewis (9 de março de 2004 - 17 de abril de 2004)
- Allure: Painted and Drawn Visions of Beauty (10 de setembro de 2004 - 16 de outubro de 2004)
- Dirty Little Drawings: Tunnel of Love (21 de outubro de 2004 - 24 de outubro de 2004)
- Blade: A Renegade Artist in an Era of Repression (13 de novembro de 2004 - 18 de dezembro de 2004)
- 21st Century Queer Men: Artists on the Edge (18 de fevereiro de 2005 - 26 de fevereiro de 2005)
- Illegal to See: A Portrait of Hustler Culture by Photographer Amos Badertscher (15 de março de 2005 - 23 de abril de 2005)
- 21st Century Queer Women: Susan Synarski, Lorell Butler, Lorraine Inzalaco (17 de maio de 2005 - 25 de junho de 2005)
- Indiscreet: Candid views by Stephen Hale (13 de setembro de 2005 - 15 de outubro de 2005)
- PINUPMEN: Images of Desire (22 de novembro de 2005 - 23 de dezembro de 2005)
- Joseph Cavalleri: Stained/Painted Glass (10 de janeiro de 2006 - 25 de fevereiro de 2006)
- Berlin on Berlin (20 de janeiro de 2006 - 25 de fevereiro de 2006)
- The Culture of Queer: A Tribute to J.B. Harter (2 de maio de 2006 - 1 de julho de 2006)
- Les Images: The Art of Peter Finsch (12 de setembro de 2006 - 21 de outubro de 2006)
- Duncan Grant: Ivory & Ebony (7 de novembro de 2006 - 21 de dezembro de 2006)
- Richard Bruce Nugent: Harlem Butterfly (7 de novembro de 2006 - 21 de dezembro de 2006)
- Eric Rhein: A Journey Among Warriors (7 de novembro de 2006 - 21 de dezembro de 2006)
- Boy Bordello (Janeiro de 2007 - 17 de fevereiro de 2007)
- Dirty Little Drawings (6 de fevereiro de 2007 - 11 de fevereiro de 2007)
- Stations: A Gay Passion (18 de março de 2007 - 21 de abril de 2007)
- Dark Ride: A Nocturnal Journey into the World of Erotic Desire (8 de maio de 2007 - 30 de junho de 2007)
- Selected Works of JB Harter (18 de setembro de 2007 - 20 de outubro de 2007)
- Great Gay Photo Show (15 de janeiro de 2008 - 12 de fevereiro de 2008)
- Art Actually !: Drawing, Painting and Sculpture (12 de março de 2008 - 19 de janeiro de 2008)
- Pink & Bent: Art of Queer Women (21 de maio de 2008 - 28 de junho de 2008)
- The Line of Fashion (23 de setembro de 2008 - 1 de novembro de 2008)
- Imaginary Portraits: Gay Lovers in History (18 de novembro de 2008 - 20 de dezembro de 2008)
- Images from the Triangle: The AIDS Paintings of Peter Harvey (18 de novembro de 2008 - 20 de dezembro de 2008)